# Garcinia zeylanica
Garcinia zeylanica là một loài thực vật có hoa thuộc họ Clusiaceae.
Loài này chỉ có ở Sri Lanka.